# Mesosemia putli
Mesosemia putli är en fjärilsart som beskrevs av Adalbert Seitz 1913. Mesosemia putli ingår i släktet Mesosemia och familjen Riodinidae. Inga underarter finns listade i Catalogue of Life.